# Dasychira muscosa
Dasychira muscosa är en fjärilsart som beskrevs av Holland 1893. Dasychira muscosa ingår i släktet Dasychira och familjen tofsspinnare. Inga underarter finns listade i Catalogue of Life.